# 1697
Il 1697 (MDCXCVII in numeri romani) è un anno  del XVII secolo.

## Eventi
- 13 maggio – Decreto del re Luigi XIV  che fa chiudere il Théatre Italien, dei Comici dell'arte italiani, colpevole di soverchie audacie satiriche contro le amanti del re. L'eredità artistica verrà raccolta dalla Comedie Française, fondata nel 1680, tuttora esistente.
- 11 settembre – Battaglia di Zenta: Nell'ambito della Guerra austro-turca, l'esercito imperiale comandato dal principe Eugenio di Savoia sconfigge quello ottomano, comandato dal sultano Mustafa II.
- 20 settembre – Il Trattato di Ryswick mette fine alla Guerra della Lega di Augusta, combattuta tra Luigi XIV, re di Francia, e la Grande Alleanza, composta da province Unite, Inghilterra, Spagna, Svezia e Sacro Romano Impero.
- In seguito al Trattato di Ryswick, la costa occidentale di Santo Domingo diventa francese con il nome di Côte Française de Saint-Domingue, o più semplicemente Saint-Domingue. Nel 1804, proclamata l'indipendenza, diventerà lo stato di Haiti.

## Nati

### Gennaio
- 1º gennaio - Joseph François Dupleix, funzionario francese († 1763)
- 1º gennaio - Antonio Galli da Bibbiena, scenografo e architetto italiano († 1774)
- 2 gennaio - Étienne-René Potier de Gesvres, cardinale e vescovo cattolico francese († 1774)
- 2 gennaio - Emmanuel de Nay, conte di Richecourt, nobile e politico francese († 1759)
- 7 gennaio - Robert Wallace, religioso e economista scozzese († 1771)
- 9 gennaio - Francesco Ferrante Gonzaga, nobile italiano († 1749)
- 10 gennaio - Johann Eberhard Fischer, storico e linguista tedesco († 1771)
- 11 gennaio - William Capell, III conte di Essex, nobile e diplomatico inglese († 1743)
- 15 gennaio - Giovanni Battista Alfieri di Cortemilia, politico e generale italiano († 1763)
- 16 gennaio - Jules de Rohan, principe di Soubise, nobile francese († 1724)
- 30 gennaio - Johann Joachim Quantz, compositore e flautista tedesco († 1773)

### Febbraio
- 1º febbraio - Josse Boutmy, compositore, organista e clavicembalista belga († 1779)
- 2 febbraio - Pierre Carpentier, filologo e presbitero francese († 1767)
- 5 febbraio - William Smellie, ginecologo scozzese († 1763)
- 15 febbraio - Vito Maria Amico, storico, letterato e religioso italiano († 1762)
- 17 febbraio - Charles-Antoine de la Roche-Aymon, cardinale e arcivescovo cattolico francese († 1777)
- 26 febbraio - Giuseppe Pedretti, pittore italiano († 1778)
- 26 febbraio - Edward Thompson, politico inglese († 1742)
- 28 febbraio - Caio Domenico Gallo, storico e letterato italiano († 1780)

### Marzo
- 5 marzo - Giovanni Crisostomo Trombelli, presbitero e filologo italiano († 1784)
- 6 marzo - Franz Joseph Czernin von und zu Chudenitz, nobile e politico boemo († 1733)
- 6 marzo - Stringer Lawrence, militare inglese († 1775)
- 6 marzo - Christopher Maire, teologo e gesuita britannico († 1767)
- 9 marzo - Friederike Caroline Neuber, attrice teatrale tedesca († 1760)
- 10 marzo - Giovanni Battista Biancolini, storico italiano († 1780)
- 24 marzo - Louis-Constantin de Rohan, cardinale e vescovo cattolico francese († 1779)

### Aprile
- 1º aprile - Antoine François Prévost, scrittore, storico e traduttore francese († 1763)
- 1º aprile - Bianca Maria Sforza di Caravaggio, nobile italiana († 1717)
- 2 aprile - Gaetano Casanova, attore teatrale e ballerino italiano († 1733)
- 12 aprile - Antonio Pichler, incisore italiano († 1779)
- 13 aprile - Pietro Beccadelli di Bologna, diplomatico e politico italiano († 1781)
- 20 aprile - Gaspare Negri, vescovo cattolico e mecenate italiano († 1778)
- 23 aprile - George Anson, ammiraglio britannico († 1762)
- 24 aprile - Kamo no Mabuchi, poeta, filologo e filosofo giapponese († 1769)
- 26 aprile - Adam Falckenhagen, compositore tedesco († 1754)
- 28 aprile - Károly Batthyány, generale e politico ungherese († 1772)

### Maggio
- 4 maggio - Jean-Baptiste Landé, ballerino francese († 1748)
- 10 maggio - Jean-Marie Leclair, violinista e compositore francese († 1764)
- 15 maggio - Ernestina del Palatinato-Sulzbach, principessa tedesca († 1775)
- 20 maggio - Francesco Scipione Maria Borghese, cardinale e arcivescovo cattolico italiano († 1759)
- 25 maggio - Giuseppe Felissano, vescovo cattolico italiano († 1757)
- 28 maggio - Federico Bernardo del Palatinato-Birkenfeld-Gelnhausen, nobile tedesco († 1739)
- 28 maggio - Kazimierz Leon Sapieha, nobile e generale polacco († 1738)

### Giugno
- 4 giugno - Jacob Emden, rabbino e religioso tedesco († 1776)
- 9 giugno - Augusto Luigi di Anhalt-Köthen, principe († 1755)
- 11 giugno - Francesco Antonio Vallotti, francescano, organista e compositore italiano († 1780)
- 16 giugno - Jean-Baptiste de La Curne de Sainte-Palaye, letterato francese († 1781)
- 17 giugno - Thomas Coke, I conte di Leicester, nobile, politico e mecenate britannico († 1759)
- 24 giugno - Enrico Giuseppe di Auersperg, nobile austriaco († 1783)

### Luglio
- 9 luglio - Paolo Anesi, pittore e incisore italiano († 1773)
- 9 luglio - Giovanni Benedetto Platti, compositore e musicista italiano († 1763)
- 11 luglio - Jean-Baptiste Bourguignon d'Anville, geografo e cartografo francese († 1782)
- 31 luglio - Pietro Paolo Vasta, pittore italiano († 1760)

### Agosto
- 3 agosto - Manuele Giuseppe di Braganza, nobile († 1766)
- 6 agosto - Carlo VII di Baviera, sovrano († 1745)
- 6 agosto - Nicola Salvi, architetto italiano († 1751)
- 10 agosto - Aleksandr Borisovič Kurakin, politico e ambasciatore russo († 1749)
- 10 agosto - Ramiro Rampinelli, matematico, fisico e religioso italiano († 1759)
- 18 agosto - Benedetta d'Este, nobile († 1777)
- 27 agosto - Francesco Rivera, arcivescovo cattolico italiano († 1777)
- 29 agosto - Adalbert II von Walderdorff, vescovo cattolico e abate tedesco († 1759)
- 30 agosto - Henry Flitcroft, architetto inglese († 1769)
- 31 agosto - Mattia Lampi, pittore italiano († 1780)

### Settembre
- 6 settembre - Jacopo Muselli, numismatico e antiquario italiano († 1768)
- 8 settembre - Alexander Monro, medico britannico († 1767)
- 10 settembre - Johann Wilhelm Edmund von Sinzendorf-Neuburg, nobile e politico austriaco († 1766)
- 20 settembre - Niccolò Pintucci, pittore italiano († 1770)
- 22 settembre - Giuseppe Antonio Osorio Alarçon, politico e diplomatico italiano († 1763)
- 23 settembre - Giovanni Luca Pallavicini, nobile italiano († 1773)
- 25 settembre - Francesco Giosea di Sassonia-Coburgo-Saalfeld, duca († 1764)
- 27 settembre - Franz Ernst Brückmann, medico, naturalista e mineralogista tedesco († 1753)

### Ottobre
- 1º ottobre - Johannes Schuyler, Jr., imprenditore e politico statunitense († 1741)
- 2 ottobre - Chevalier de Grimaldi, politico monegasco († 1784)
- 3 ottobre - Giovanni Fogliani Sforza d'Aragona, politico e diplomatico italiano († 1780)
- 16 ottobre - Maria Anna di Borbone-Condé, principessa francese († 1741)
- 18 ottobre - Ludovico Maria Torriggiani, cardinale italiano († 1777)
- 25 ottobre - Bartolomeo Ruspoli, cardinale italiano († 1741)
- 28 ottobre - Johann Gottfried Auerbach, pittore e incisore austriaco († 1753)
- 30 ottobre - Pantaleone Borzi, letterato e presbitero italiano († 1748)

### Novembre
- 3 novembre - Domenico Valguarnera, vescovo cattolico italiano († 1751)
- 8 novembre - Giovanni Lami, storico, bibliotecario e abate italiano († 1770)
- 9 novembre - August Aleksander Czartoryski, principe polacco († 1782)
- 10 novembre - William Hogarth, pittore e incisore inglese († 1764)
- 10 novembre - Luisa Ippolita di Monaco, principessa monegasca († 1731)
- 11 novembre - Faustina Bordoni, soprano italiano († 1781)
- 13 novembre - Teodoro Benedetti, scultore e architetto italiano († 1783)
- 15 novembre - Johann Baring, imprenditore tedesco († 1748)
- 17 novembre - René-Prosper Tassin, storico e diplomatista francese († 1777)
- 23 novembre - John Gill, teologo britannico († 1771)
- 25 novembre - Maria Carolina Sobieska, nobile polacca († 1740)
- 30 novembre - Antonio Andrea Galli, cardinale italiano († 1767)

### Dicembre
- 5 dicembre - Giuseppe de Majo, compositore italiano († 1771)
- 7 dicembre - Pietro Augusto di Schleswig-Holstein-Sonderburg-Beck, nobile tedesco († 1775)
- 18 dicembre - Marc'Antonio Dal Re, incisore e scrittore italiano († 1766)
- 21 dicembre - Georg Erhard Hamberger, chimico, fisiologo e chirurgo tedesco († 1755)

### Senza giorno specificato
- Bernardus Accama, pittore olandese († 1756)
- Bernhard Siegfried Albinus, medico tedesco († 1770)
- Giovanni Francesco Braccioli, pittore italiano († 1762)
- Canaletto, pittore e incisore italiano († 1768)
- Donato Paolo Conversi, pittore italiano († 1760)
- George Desmarées, pittore svedese († 1776)
- Annibale Pio Fabri, tenore e compositore italiano († 1760)
- Giuseppe Fali, pittore italiano († 1772)
- Albert François Floncel, politico francese († 1773)
- Michele Grimani,  italiano († 1775)
- Nicolas Magens, imprenditore tedesco († 1764)
- John Mordaunt, generale e politico britannico († 1780)
- Nishimura Shigenaga, pittore e incisore giapponese († 1756)
- Michele Pagano, pittore italiano
- Giuseppe Pozzi, anatomista e scrittore italiano († 1752)
- Paul Richard, politico statunitense († 1756)
- George Sale, arabista inglese († 1736)
- Ippolito Sivieri, ingegnere, architetto e gesuita italiano († 1780)
- Gaetano Susali, scultore italiano († 1779)

## Morti

### Gennaio
- 11 gennaio - Daniele Giustiniani, vescovo cattolico italiano (n. 1615)
- 14 gennaio - Severino Boccia, abate e poeta italiano (n. 1620)
- 16 gennaio - Fortunato Ilario Carafa della Spina, cardinale e vescovo cattolico italiano (n. 1631)
- 25 gennaio - Jacob Breyne, botanico tedesco (n. 1637)
- 26 gennaio - Georg Mohr, matematico danese (n. 1640)

### Febbraio
- 2 febbraio - Innocenzo Innocenti, religioso italiano (n. 1624)
- 4 febbraio - Adrien de Wignacourt, militare francese (n. 1618)
- 12 febbraio - François de Montlezun, nobile e militare francese

### Marzo
- 1º marzo - Francesco Redi, medico e naturalista italiano (n. 1626)
- 4 marzo - Diego I d'Avalos, nobile e politico italiano
- 12 marzo - Gaspar de la Cerda Sandoval Silva y Mendoza, nobile spagnolo (n. 1653)
- 29 marzo - Nicolaus Bruhns, compositore, organista e violinista tedesco (n. 1665)
- 31 marzo - Francesco Maria Mezzabarba Birago, nobile, numismatico e giurista italiano (n. 1645)

### Aprile
- 1º aprile - Jan de Bray, pittore olandese (n. 1627)
- 4 aprile - Giovanni Andrea Carlone, pittore italiano (n. 1639)
- 5 aprile - Carlo XI di Svezia, sovrano (n. 1655)
- 7 aprile - Abel-Louis de Sainte-Marthe, religioso francese (n. 1621)
- 8 aprile - Niels Juel, ammiraglio danese (n. 1629)

### Maggio
- 2 maggio - Simone Enrico di Lippe-Detmold, nobile tedesco (n. 1649)
- 18 maggio - Guillaume Dumanoir, compositore e violinista francese (n. 1615)
- 22 maggio - Louise Boyer, nobildonna francese (n. 1632)
- 24 maggio - Giovanni Adolfo I di Sassonia-Weissenfels, duca (n. 1649)
- 29 maggio - Giovanni Francesco Grossi, cantante italiano (n. 1653)

### Giugno
- 3 giugno - Silvio II Federico di Württemberg-Oels, duca (n. 1651)
- 7 giugno - John Aubrey, fisico, naturalista e letterato britannico (n. 1626)
- 18 giugno - Gregorio Barbarigo, cardinale e vescovo cattolico italiano (n. 1625)
- 19 giugno - Henry Mordaunt, II conte di Peterborough, nobile e militare britannico (n. 1621)
- 20 giugno - Jan Kazimierz Denhoff, cardinale e vescovo cattolico polacco (n. 1649)

### Luglio
- 6 luglio - Antonio Zeno, ammiraglio italiano (n. 1628)
- 10 luglio - Domenico Falce, pittore italiano (n. 1619)
- 13 luglio - Francesco III Sforza di Caravaggio, nobile italiano
- 18 luglio - António Vieira, gesuita, missionario e scrittore portoghese (n. 1608)
- 23 luglio - Karl August I von Alvensleben, scrittore tedesco (n. 1661)
- 27 luglio - Dominik Mikołaj Radziwiłł, nobile e politico polacco (n. 1643)

### Agosto
- 2 agosto - Giuseppe Bologna, arcivescovo cattolico italiano (n. 1634)
- 5 agosto - Jean de Santeul, poeta francese (n. 1630)
- 11 agosto - John Hay, I marchese di Tweeddale, nobile scozzese (n. 1625)

### Settembre
- 4 settembre - François d'Orbay, architetto e incisore francese (n. 1634)
- 11 settembre - Elmas Mehmed Pascià, politico e militare ottomano (n. 1661)

### Ottobre
- 1º ottobre - Moses ben Mordecai Zacuto, rabbino e poeta olandese (n. 1625)
- 8 ottobre - Wenzel Ferdinand Popel von Lobkowitz, diplomatico austriaco (n. 1654)
- 11 ottobre - Stefano degli Angeli, matematico e filosofo italiano (n. 1623)

### Novembre
- 6 novembre - Domenico Maria Corsi, cardinale e vescovo cattolico italiano (n. 1633)
- 11 novembre - Luisa Cristina d'Assia-Darmstadt, nobile (n. 1636)
- 11 novembre - Jacob de Wet II, pittore olandese (n. 1641)
- 14 novembre - Giuseppe Tricarico, compositore italiano (n. 1623)
- 22 novembre - Libéral Bruant, architetto francese (n. 1636)
- 22 novembre - Francesco Maria Santinelli, alchimista, poeta e librettista italiano (n. 1627)
- 25 novembre - Nicolò Caranza, vescovo cattolico italiano (n. 1641)

### Dicembre
- 10 dicembre - Carlo I de Mari, nobile italiano (n. 1624)
- 17 dicembre - Eleonora Maria Giuseppina d'Austria, regina (n. 1653)
- 17 dicembre - Pietro Lion, vescovo cattolico italiano (n. 1637)
- 19 dicembre - Giacomo Franzoni, cardinale e vescovo cattolico italiano (n. 1612)
- 20 dicembre - Federico Carlo di Württemberg-Winnental, duca (n. 1652)
- 31 dicembre - Lucas Faydherbe, scultore e architetto fiammingo (n. 1617)

### Senza giorno specificato
- Chérubin d'Orléans, fisico francese (n. 1613)
- Willem Doudijns, pittore, incisore e disegnatore olandese (n. 1630)
- Francesco Maria Angeli, francescano e compositore italiano (n. 1632)
- Agostino Barelli, architetto italiano (n. 1626)
- Abraham Begeyn, pittore olandese (n. 1637)
- Abraham Brueghel, pittore fiammingo (n. 1631)
- Michelangelo Falvetti, compositore italiano (n. 1642)
- Ludovico Gimignani, pittore italiano (n. 1643)
- Carlo Giuseppe Imbonati, orientalista italiano
- Joseph Labrosse, religioso francese (n. 1636)
- Jean Maximilien Lucas, tipografo e editore francese (n. 1636)
- Giovanni Maccari, artigiano italiano (n. 1622)
- Carlo Mannelli, violinista e compositore italiano (n. 1640)
- Filippo Pasquali, pittore italiano (n. 1651)
- Jan Reyning, pirata e marinaio olandese (n. 1640)
- Alessandro Rosi, pittore italiano (n. 1627)
- Alessandro Segni, politico e diplomatico italiano (n. 1633)
- Eric Walten, scrittore olandese (n. 1663)

## Calendario
| Calendario 1697 | Calendario 1697 | Calendario 1697 | Calendario 1697 | Calendario 1697 | Calendario 1697 | Calendario 1697 | Calendario 1697 | Calendario 1697 | Calendario 1697 | Calendario 1697 | Calendario 1697 | Calendario 1697 | Calendario 1697 | Calendario 1697 | Calendario 1697 | Calendario 1697 | Calendario 1697 | Calendario 1697 | Calendario 1697 | Calendario 1697 | Calendario 1697 | Calendario 1697 | Calendario 1697 | Calendario 1697 | Calendario 1697 | Calendario 1697 | Calendario 1697 | Calendario 1697 | Calendario 1697 | Calendario 1697 | Calendario 1697 | Calendario 1697 |
| --------------- | --------------- | --------------- | --------------- | --------------- | --------------- | --------------- | --------------- | --------------- | --------------- | --------------- | --------------- | --------------- | --------------- | --------------- | --------------- | --------------- | --------------- | --------------- | --------------- | --------------- | --------------- | --------------- | --------------- | --------------- | --------------- | --------------- | --------------- | --------------- | --------------- | --------------- | --------------- | --------------- |
|                 | 1               | 2               | 3               | 4               | 5               | 6               | 7               | 8               | 9               | 10              | 11              | 12              | 13              | 14              | 15              | 16              | 17              | 18              | 19              | 20              | 21              | 22              | 23              | 24              | 25              | 26              | 27              | 28              | 29              | 30              | 31              |                 |
| Gennaio         | Ma              | Me              | Gi              | Ve              | Sa              | Do              | Lu              | Ma              | Me              | Gi              | Ve              | Sa              | Do              | Lu              | Ma              | Me              | Gi              | Ve              | Sa              | Do              | Lu              | Ma              | Me              | Gi              | Ve              | Sa              | Do              | Lu              | Ma              | Me              | Gi              |                 |
| Febbraio        | Ve              | Sa              | Do              | Lu              | Ma              | Me              | Gi              | Ve              | Sa              | Do              | Lu              | Ma              | Me              | Gi              | Ve              | Sa              | Do              | Lu              | Ma              | Me              | Gi              | Ve              | Sa              | Do              | Lu              | Ma              | Me              | Gi              |                 |                 |                 |                 |
| Marzo           | Ve              | Sa              | Do              | Lu              | Ma              | Me              | Gi              | Ve              | Sa              | Do              | Lu              | Ma              | Me              | Gi              | Ve              | Sa              | Do              | Lu              | Ma              | Me              | Gi              | Ve              | Sa              | Do              | Lu              | Ma              | Me              | Gi              | Ve              | Sa              | Do              |                 |
| Aprile          | Lu              | Ma              | Me              | Gi              | Ve              | Sa              | Do              | Lu              | Ma              | Me              | Gi              | Ve              | Sa              | Do              | Lu              | Ma              | Me              | Gi              | Ve              | Sa              | Do              | Lu              | Ma              | Me              | Gi              | Ve              | Sa              | Do              | Lu              | Ma              |                 |                 |
| Maggio          | Me              | Gi              | Ve              | Sa              | Do              | Lu              | Ma              | Me              | Gi              | Ve              | Sa              | Do              | Lu              | Ma              | Me              | Gi              | Ve              | Sa              | Do              | Lu              | Ma              | Me              | Gi              | Ve              | Sa              | Do              | Lu              | Ma              | Me              | Gi              | Ve              |                 |
| Giugno          | Sa              | Do              | Lu              | Ma              | Me              | Gi              | Ve              | Sa              | Do              | Lu              | Ma              | Me              | Gi              | Ve              | Sa              | Do              | Lu              | Ma              | Me              | Gi              | Ve              | Sa              | Do              | Lu              | Ma              | Me              | Gi              | Ve              | Sa              | Do              |                 |                 |
| Luglio          | Lu              | Ma              | Me              | Gi              | Ve              | Sa              | Do              | Lu              | Ma              | Me              | Gi              | Ve              | Sa              | Do              | Lu              | Ma              | Me              | Gi              | Ve              | Sa              | Do              | Lu              | Ma              | Me              | Gi              | Ve              | Sa              | Do              | Lu              | Ma              | Me              |                 |
| Agosto          | Gi              | Ve              | Sa              | Do              | Lu              | Ma              | Me              | Gi              | Ve              | Sa              | Do              | Lu              | Ma              | Me              | Gi              | Ve              | Sa              | Do              | Lu              | Ma              | Me              | Gi              | Ve              | Sa              | Do              | Lu              | Ma              | Me              | Gi              | Ve              | Sa              |                 |
| Settembre       | Do              | Lu              | Ma              | Me              | Gi              | Ve              | Sa              | Do              | Lu              | Ma              | Me              | Gi              | Ve              | Sa              | Do              | Lu              | Ma              | Me              | Gi              | Ve              | Sa              | Do              | Lu              | Ma              | Me              | Gi              | Ve              | Sa              | Do              | Lu              |                 |                 |
| Ottobre         | Ma              | Me              | Gi              | Ve              | Sa              | Do              | Lu              | Ma              | Me              | Gi              | Ve              | Sa              | Do              | Lu              | Ma              | Me              | Gi              | Ve              | Sa              | Do              | Lu              | Ma              | Me              | Gi              | Ve              | Sa              | Do              | Lu              | Ma              | Me              | Gi              |                 |
| Novembre        | Ve              | Sa              | Do              | Lu              | Ma              | Me              | Gi              | Ve              | Sa              | Do              | Lu              | Ma              | Me              | Gi              | Ve              | Sa              | Do              | Lu              | Ma              | Me              | Gi              | Ve              | Sa              | Do              | Lu              | Ma              | Me              | Gi              | Ve              | Sa              |                 |                 |
| Dicembre        | Do              | Lu              | Ma              | Me              | Gi              | Ve              | Sa              | Do              | Lu              | Ma              | Me              | Gi              | Ve              | Sa              | Do              | Lu              | Ma              | Me              | Gi              | Ve              | Sa              | Do              | Lu              | Ma              | Me              | Gi              | Ve              | Sa              | Do              | Lu              | Ma              |                 |